# Petrea volubilis
Petrea volubilis, tipična je vrsta istoimenog roda Petrea ili ljubičastog ili kraljičinog vijenca, grmasta penjačica iz porodice sporiševki (Verbenaceae). Porijeklom je iz Kariba i Meksika do tropske Južne Amerike.

## Etimologija
Ime roda dana je u čast lorda Roberta Jamesa Petrea (1713.-1743.), engleskog hortikulturista, dok specifični epitet volubilis znači isprepleten. 

## Značajke

### Forma rasta
Drvenasta penjačica, ima vitičasti oblik rasta i može narasti do 6 m visine uz pomoć potpore. Biljka formira grm kada nema potporu.

### Lišće
Listovi su zimzeleni, jednostavni, raspoređeni u pršljenove i jajasto-eliptičnog do eliptičnog oblika. Gornja površina lišća ima grubu teksturu.

### Cvjetovi
Cvjetovi se nalaze na lučnim gronjama, dugim do 30 cm. Zvjezdasti cvjetovi su blijedoplavi do ljubičasti i imaju uočljive, vitke režnjeve čaške koji su svjetlije nijanse u odnosu na cvjetove. Čaška ostaje na biljci nakon opadanja cvjetova, postupno se suši i postaje smeđa.

### Sličnost
Slično joj je Petrea rugosa. P. rugosa ima naborano lišće i manje cvjetove, s kraćim laticama i čaškama.

### Etnobotanička upotreba
Prema domorodačkim legendama, Karibi su cvjetove P. volubilisa navodno koristili u narodnoj medicini.

## Rasprostranjenost
Autohtona je po državama Meksiko; Gvatemala; Belize; Salvador; Honduras; Nikaragva; Kostarika; Panama; Kolumbija; Venezuela; Gvajana; Surinam; Francuska Gijana; Ekvador; Peru; Bolivija; Brazil; Paragvaj; Argentina.

## Galerija
- P. volubilis kao grm.
- P. volubilis kao penjačica.
- P. volubilis.
- Petrea volubilis u Tajlandu.
- P. volubilis, cvijet.

## Sinonimi
- Petrea alba Moldenke; Repert. Spec. Nov. Regni Veg. 43: 31 (1938)
- Petrea amazonica Moldenke; Repert. Spec. Nov. Regni Veg. 43: 173 (1938)
- Petrea arborea f. albiflora Standl.; Publ. Field Mus. Nat. Hist., Bot. Ser. 11: 140 (1932)
- Petrea arborea f. broadwayi (Moldenke) Moldenke; Phytologia 41: 450 (1979)
- Petrea arborea Kunth; Nov. Gen. et Sp. 2: 282 (1818)
- Petrea arborea var. broadwayi Moldenke; Repert. Spec. Nov. Regni Veg. 43: 26 (1938)
- Petrea aspera f. albiflora Moldenke; Phytologia 18: 421 (1969)
- Petrea aspera Turcz.; Bull. Soc. Imp. Naturalistes Moscou 36: II. 211 (1863)
- Petrea atrocoerulea Moldenke; Repert. Spec. Nov. Regni Veg. 43: 195 (1938)
- Petrea colombiana Moldenke; Repert. Spec. Nov. Regni Veg. 43: 174 (1938)
- Petrea consanguinea Klotzsch ex Moldenke; Repert. Spec. Nov. Regni Veg. 43: 45 (1938)
- Petrea erecta G.Lodd.; Bot. Cab. 17: t. 1606 (1830), nom. nud.
- Petrea fragrantissima Rusby; Mem. New York Bot. Gard. 7: 338 (1927)
- Petrea guranensis Cham. ex Moldenke; Repert. Spec. Nov. Regni Veg. 43: 33 (1938)
- Petrea kohautiana C.Presl; Abh. Königl. Böhm. Ges. Wiss., Ser. 5, 3:99 (1845)
- Petrea kohautiana f. alba (G.F.Freeman & Williams) Moldenke; Phytologia 41(7): 450 (1979)
- Petrea kohautiana var. anomala Moldenke; Repert. Spec. Nov. Regni Veg. 43: 31 (1938)
- Petrea kohautiana var. pilosula Moldenke; Phytologia 29(2): 76 (1974)
- Petrea mexicana Willd. ex Cham.; Linnaea 7: 367 (1832)
- Petrea nitidula Moldenke; Repert. Spec. Nov. Regni Veg. 43: 168 (1938)
- Petrea ovata M.Martens & Galeotti; Bull. Acad. Roy. Sci. Bruxelles 11(2): 328 (1844)
- Petrea racemosa f. alba (Kuhlm. ex Moldenke) Moldenke; Phytologia 41: 450 (1979)
- Petrea racemosa Nees; Flora 4: 300 (1821)
- Petrea racemosa var. alba Kuhlm. ex Moldenke; Phytologia 7: 445 (1961)
- Petrea radula Mart. ex Moldenke; Repert. Spec. Nov. Regni Veg. 43: 180 (1938). in syn.
- Petrea retusa C.Presl; Abh. Königl. Böhm. Ges. Wiss. ser. 5, 3: 529 (1845)
- Petrea riparia Moldenke; Repert. Spec. Nov. Regni Veg. 43: 194 (1938)
- Petrea rivularis Moldenke; Repert. Spec. Nov. Regni Veg. 43: 191 (1938)
- Petrea semiserrata Syd. ex Moldenke; Repert. Spec. Nov. Regni Veg. 43: 180 (1938)
- Petrea serrata C.Presl; Abh. Königl. Böhm. Ges. Wiss. ser. 5, 3: 529 (1845)
- Petrea splendens Landsb. ex Moldenke; Repert. Spec. Nov. Regni Veg. 43: 22 (1938)
- Petrea stapeliae Paxton; Paxton´s Mag. Bot. 4: 199 (1838)
- Petrea subserrata Bárcena; Not. Ci. Est. Hidalgo: 31 (1877)
- Petrea subserrata Cham.; Linnaea 7: 368 (1832)
- Petrea swallenii Moldenke; Repert. Spec. Nov. Regni Veg. 43: 192 (1938)
- Petrea vincentina Turcz.; Bull. Soc. Imp. Naturalistes Moscou 36(II): 212 (1863)
- Petrea virgata Brongn. ex Moldenke; Repert. Spec. Nov. Regni Veg. 43: 180 (1938)
- Petrea volubilis f. albiflora (Standl.) Standl.; Publ. Field Mus. Nat. Hist., Bot. Ser. 18: 1011 (1938)
- Petrea volubilis f. pubescens (Moldenke) Moldenke; Phytologia 44: 328 (1979)
- Petrea volubilis var. alba W.G.Freeman & R.O.Williams; Mem. Dept. Agric. Trinidad & Tobago 127 (1928)
- Petrea volubilis var. albiflora (Standl.) Moldenke; Revista Sudamer. Bot. 5: 2 (1937)
- Petrea volubilis var. mexicana Cham.; Linnaea 7: 367 (1832)
- Petrea volubilis var. pubescens Moldenke; Repert. Spec. Nov. Regni Veg. 43: 45 (-46) (1938)